# Club Fernando de la Mora
Club Fernando de la Mora jest paragwajskim klubem piłkarskim z siedzibą w mieście Fernando de la Mora.

## Osiągnięcia
- Mistrz drugiej ligi paragwajskiej (Segunda división paraguaya): 1930
- Wicemistrz drugiej ligi paragwajskiej (Segunda división paraguaya): 2005
- Mistrz trzeciej ligi paragwajskiej (Primera de Ascencio): 2003

## Historia
Klub założony został 25 grudnia 1925 roku. Pierwszy awans do najwyższej ligi paragwajskiej (Primera división paraguaya) udało się uzyskać dopiero w 2005 roku, po zdobyciu wicemistrzostwa drugiej ligi.